# Nobressart
Nobressart (luxembourgeois : Gehaanselchert, wallon : Nåbrissåt, allemand : Elchenroth ou Elcheroth) est une section de la commune belge d'Attert située en Région wallonne dans la province de Luxembourg
C'était une commune à part entière avant la fusion des communes de 1977.
Nobressart fait partie de l'association qui regroupe les plus beaux villages de Wallonie en septembre 1995.

## Toponymie[2]
Nobressart (Elchert en luxembourgeois) trouve son origine dans le terme germanique Albicon-rode, qui s’est peu à peu transformé en Elchenroth pour devenir Abrissart. Ce dernier terme signifie, comme les deux premiers, « essart d’Alberic ».
Nobressart doit être lu « Noble-sart », et Elchenrôd doit être compris dans le sens de « Adel ou Edelrôt ».
- Essart : du latin exsartum, signifie défricher, essarter, arrarter, arracher et brûler les broussailles après un déboisement.
- Rot : du verbe allemand roden, signifie aussi défricher, essarter.
- Nobressart (ou Elcherot) est le sart du seigneur de Diedenberg (Thiaumont).

Dans les temps plus anciens, on faisait précéder le nom de Elchen ou Elcherot du déterminatif Gehans (Saint Jean-Baptiste) ou de celui de Groos (« Grand »), dans le but de le distinguer d'un autre Elchert, situé 10 km plus à l'est, au Grand-Duché de Luxembourg : Kleng-Elchert (Petit-Nobressart).

## Histoire
Au cours de la Seconde Guerre mondiale, le 10 mai 1940, jour du déclenchement de la campagne des 18 jours, Nobressart est prise sans combat par les Allemands de la 10e Panzerdivision.

## Patrimoine et culture

### Patrimoine architectural
Le village est traversé de l'ouest vers le sud-est par la rue de la Schock prolongée par la rue du Centre. Ces deux rues possèdent parmi leurs nombreuses habitations deux douzaines d'anciennes maisons, fermes et fermettes reprises à l'inventaire du patrimoine culturel immobilier de la Wallonie. Il s'agit de bâtiments recouverts de crépi souvent contigus et placés en retrait de la chaussée derrière une cour qui servait jadis de fumière. La rue du Koun et le quartier du Moulin Impérial (voie en cul-de-sac) sont aussi bien représentatives  et typiques de cet ancien habitat rural. La plupart de ces habitations ont été construites au cours du XIXe siècle. 
Parmi ces habitations, la ferme Loutschen sise au no 70 de la rue du Centre est une ancienne exploitation agricole dont l'origine remonte à environ 1732. Elle se compose de deux bâtiments recouverts de crépi blanc parallèles et perpendiculaires à la voirie avec cour intérieure.
L'église Saint-Jean-Baptiste, de style néo-classique avec fronton triangulaire sur pilastres, a été érigée vers 1840-1845 en pierre de Grandcourt d'après les plans de l'architecte Cordonnier. À proximité de l'église et en retrait de la voirie, l'école communale, de même style mais avec un fronton semi-circulaire, est datée de 1858.
L'ancien moulin impérial est un ancien moulin à eau daté de 1776 et reprenant au premier étage de sa façade blanchie le blason frappé de l’aigle bicéphale sommé de deux couronnes de l'empire autrichien ainsi que les initiales gravées MT (pour Marie-Thérèse d'Autriche) et le millésime 1776. Il captait les eaux du ruisseau de Nobressart, un affluent de l'Attert. Ce bâtiment se situe au bout de la voie Quartier du Moulin Impérial et ne se visite pas.

### Culture et vie associative
Le saint-patron de l'église est saint Jean-Baptiste.
La communauté nobressartoise est très présente dans le village. Plusieurs événements associatifs :
- Les jeux intervillages : il s'agit d'une compétition annuelle organisée par le Club de la Fontaine, dont le principe est d'opposer tous les villages environnants dans une compétition sportive amicale.

- Noc' en Nob : un festival musical en plein air organisé par le Club de la Fontaine et des bénévoles du village[8].

- Run&Bike : une compétition sportive organisée par Jean-Paul Pomes à travers la vallée de l'Attert.

Ainsi que d'autres activités tout au long de l'année (concerts, grand feu, théâtre, visites guidées, marches contées,…)
La plupart des événements sont organisés par le Club des jeunes local, « Le Club de la Fontaine ».
En voici la dernière hiérarchie recensée[Quand ?] :
| Fonction           | Personnel            |
| ------------------ | -------------------- |
| Président          | Jean-Pierre Courtois |
| Vice-Président     | Rotthier Antoine     |
| Trésorier          | Radoux Thierry       |
| Secrétaire         | Courtois Jean-Pierre |
| Secrétaire adjoint | Boden Pierre-Edouard |
| Responsable salle  | Hansen Adèle         |

## Galerie

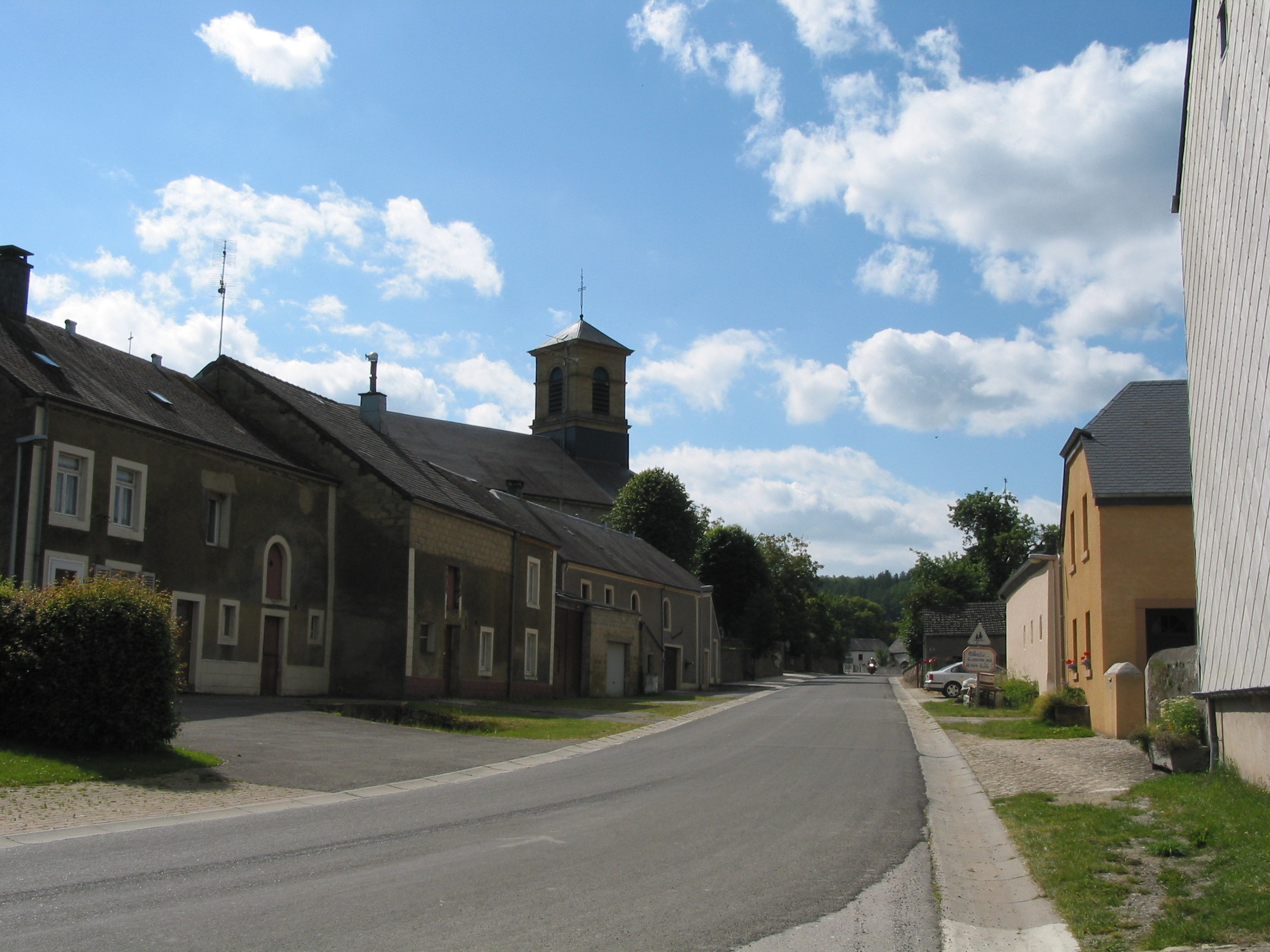
Rue du Centre.
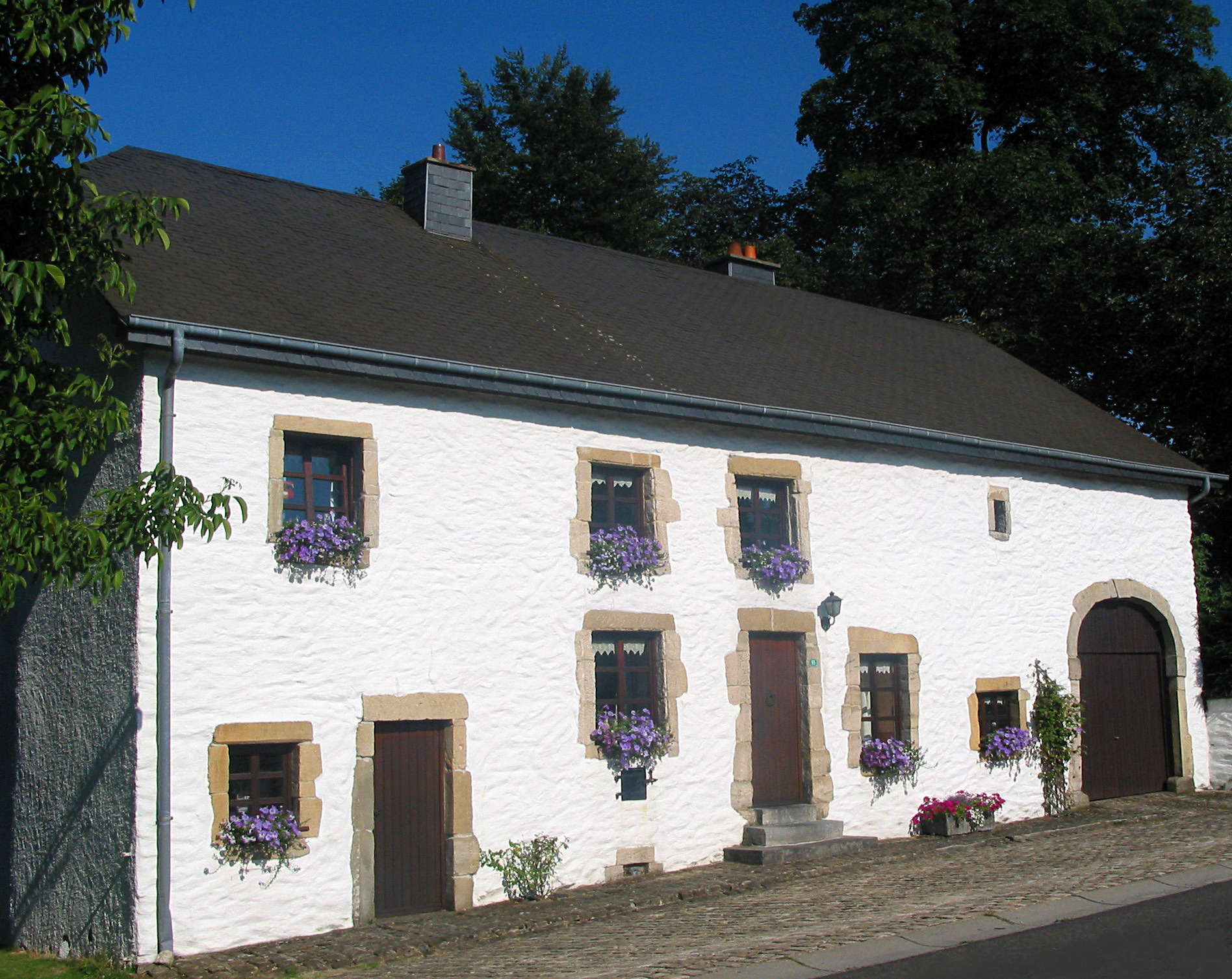
La vieille maison blanche.
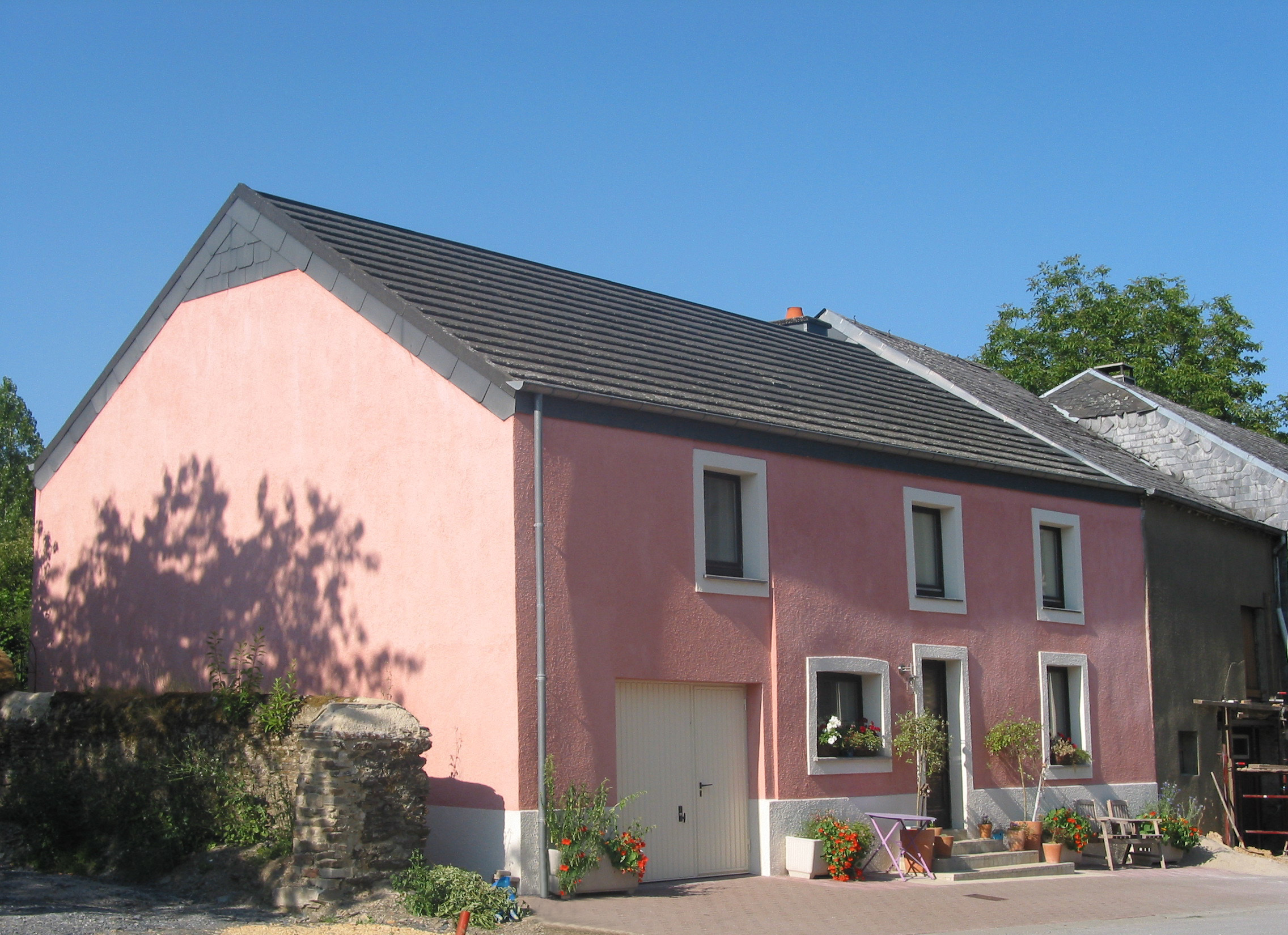
La vieille maison rose.
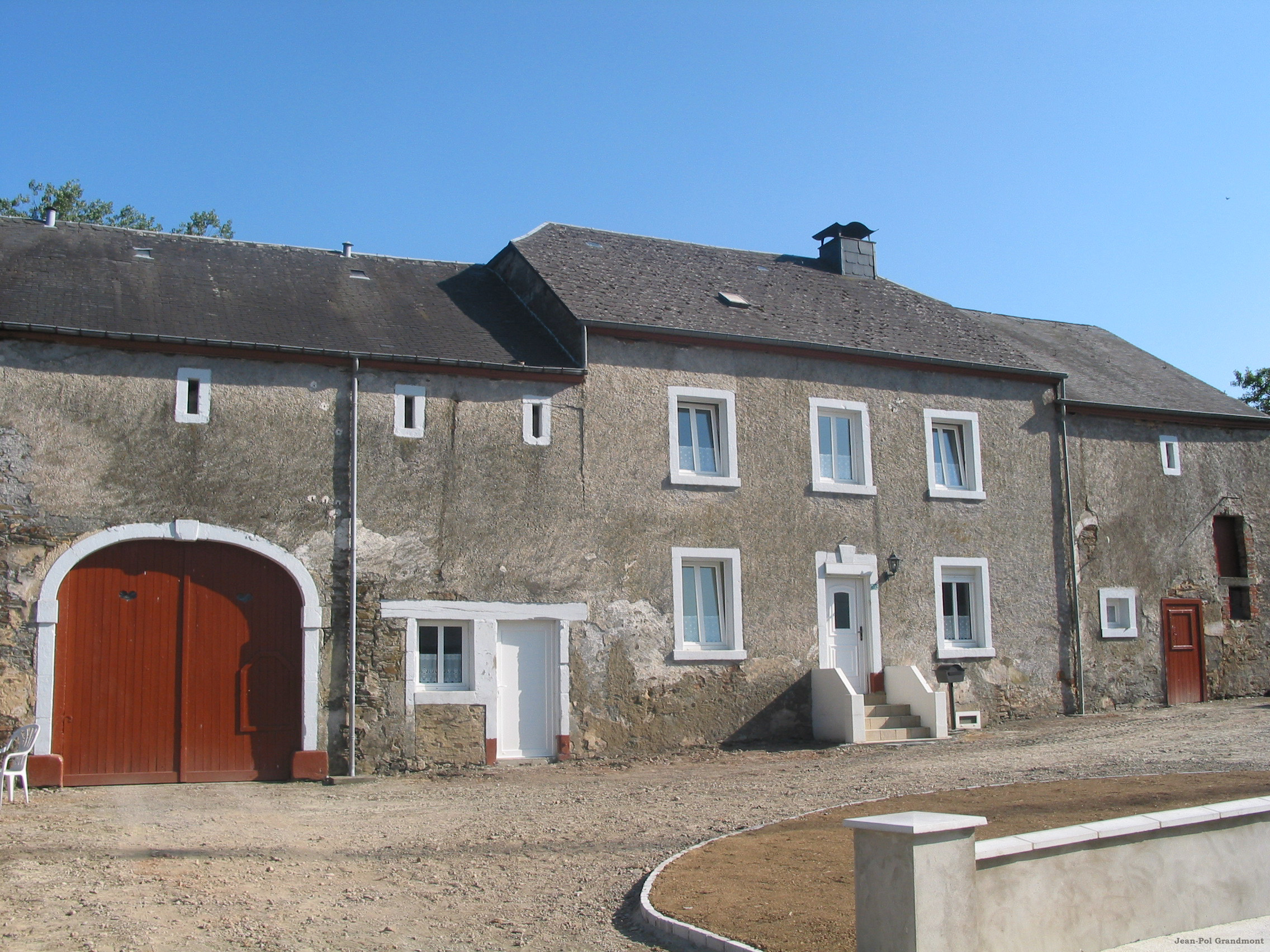
La vieille ferme grise.